# Andrija Bašić
Andrija Bašić (Šibenik, 9. rujna 1995.), profesionalni je hrvatski vaterpolist. Igra za grčki vaterpolski klub  Vouliagmeni. Visok je 192 cm i težak 92 kg.
Osvojio je zlatno odličje na Europskom prvenstvu u Splitu 2022. godine.

## Vanjske poveznice
- Vaterpolska reprezentacija u Šibeniku se priprema za svjetsko prvenstvo: Obrana zlata i revanš Srbiji veliki su nam motivi
- Šibenčanin Andrija Bašić odlazi u inozemni klub, Tucak ga uvrstio na popis za Svjetski kup  Arhivirana inačica izvorne stranice od 29. lipnja 2019. (Wayback Machine)
- ANDRIJA BAŠIĆ Šibenčanin s liste vaterpolskih reprezentativaca o Grčkoj: kriza se tamo ne osjeća; na kavama se sjedi satima!